# Tyveri
 Denne artikel omhandler overvejende eller alene danske forhold. Hjælp gerne med at gøre artiklen mere almen.
Tyveri er en betegnelse for det at stjæle eller optræde som tyv. Tyveri dækker over den handling der består i uretmæssig tilegnelse af noget der tilhører en anden.
I det juridiske fagsprog er tyveri et snævert begreb, nemlig den forbrydelse, der er beskrevet i den danske straffelovs § 276. Det er ikke alt der moralsk eller i daglig tale betragtes eller betegnes som tyveri, som vil falde ind under straffelovens tyveribestemmelse.

## Former for tyveri
- Tricktyveri er en form for tyveri, hvor den ene part forsøger at snyde en anden part til at give dem noget, som egentlig ikke tilhører dem. Herunder forstås svindelnumre såsom afluring af pinkoder og taske- og lommetyverier. Det kan dog også ske ansigt til ansigt, da der er en stigning af svindelnumre imod kiosker, hvor en person skaber en masse forvirring om deres købte oddsetsedler, og derved får de nogle gange udbetalt mere end de egentlig burde.[1] Der er en generel stigende trend i tricktyveri. Siden 1990 er antallet af lomme- og tasketyverier firedoblet. Og tricktyveri mod beboelser steg mellem 2000 og 2010 med 137 % [2]

## Dansk strafferet

### Nugældende straffelov
§ 276. For tyveri straffes den, som uden besidderens samtykke borttager en fremmed rørlig ting for at skaffe sig eller andre uberettiget vinding ved dens tilegnelse. Med rørlig ting sidestilles her og i det følgende en energimængde, der er fremstillet, opbevaret eller taget i brug til frembringelse af lys, varme, kraft eller bevægelse eller i andet økonomisk øjemed.
Tyveri kan i Danmark straffes med op til 1 års og 6 måneders fængsel efter straffelovens § 285. Dog kan straffen stige til 6 års fængsel under skærpende omstændigheder.
Tyveri adskiller sig fra ulovlig brug/brugstyveri ved at tyveri kræver tilegnelse. Tyven skal altså efter tyveriet behandle den stjålne ting som om den var hans egen. Stjæles tingen kun med henblik på ødelæggelse, er der tale om hærværk. Til tyveri kræves der en uberettiget vinding (subj: berigelsesforsæt og obj: materiel formueforskydning) – derudover kræves forsæt til tilegnelse, men det er ikke nødvendigt for den objektive realisering, at tilegnelse er sket. Det vil også sige, at tyveriets fuldbyrdelse sker ved borttagelsen. Tilegnelsen er således at henføre som subjektivt overskud.
Adskillelsen til underslæb består i, at gerningsmanden ved underslæb har tingen i besiddelse. Ved tyveri borttager tyven tingen fra en anden. Endelig adskiller tyveri sig fra ulovlig omgang med hittegods derved, at hittegods ikke er i en andens besiddelse. Finder man blot noget på gaden, er det ikke tyveri.
Sker tyveriet ved hjælp af vold eller trusler om øjeblikkelig anvendelse af vold, er det retligt set et røveri.
Kopiering af ophavsretligt beskyttede værker eller anden krænkelse af immaterialrettigheder er ikke tyveri i straffelovens forstand, men kan derimod være strafbart efter straffelovens § 299b om ophavsretskrænkelser af særligt grov karakter eller have andre retsfølger efter ophavsretsloven.
Tyveri sker ofte i sammenhæng med andre forbrydelser. Ved et indbrud med udbytte sker der for eksempel formelt set både en ulovlig indtrængen (og eventuelt hærværk) og et tyveri. I praksis straffes der i sådanne tilfælde kun for tyveriet.

### Strafbarhed under tidligere lovgivning
Tyveri var i tidligere tider en alvorlig forbrydelse, der kunne udløse dødsstraf.
Tyveri i større omfang medførte dødsstraf efter landsskabslovene, hvilket blev videreført med Christian 5.'s Danske Lov fra 1683, der i 6-17-38 under visse betingelser hjemlede dødsstaf for tyveri i gentagne tilfælde. Ellers var straffen "at miste sin hud" (dvs. korporlig afstraffelse i form af pisk) og i grovere tilfælde kagstrygning (offentlig piskning og tab af ære). Først i 1771 bortfaldt dødsstraffen for tyveri, og i 1840 blev kagstrygning for tyveri afskaffet.
Ved straffeloven af 1866 bortfaldt de sidste rester af korporlig afstraffelse for tyveri (dog blev børn mellem 10 og 15 korporligt straffet med ris ved tyveri), men tyveri blev fortsat vurderet som en forholdsvis alvorlig forbrydelse, der i grove og gentagne tilfælde kunne give op til 16 års strafarbejde, og i særlige tilfælde strafarbejde på livstid.